# Leica T

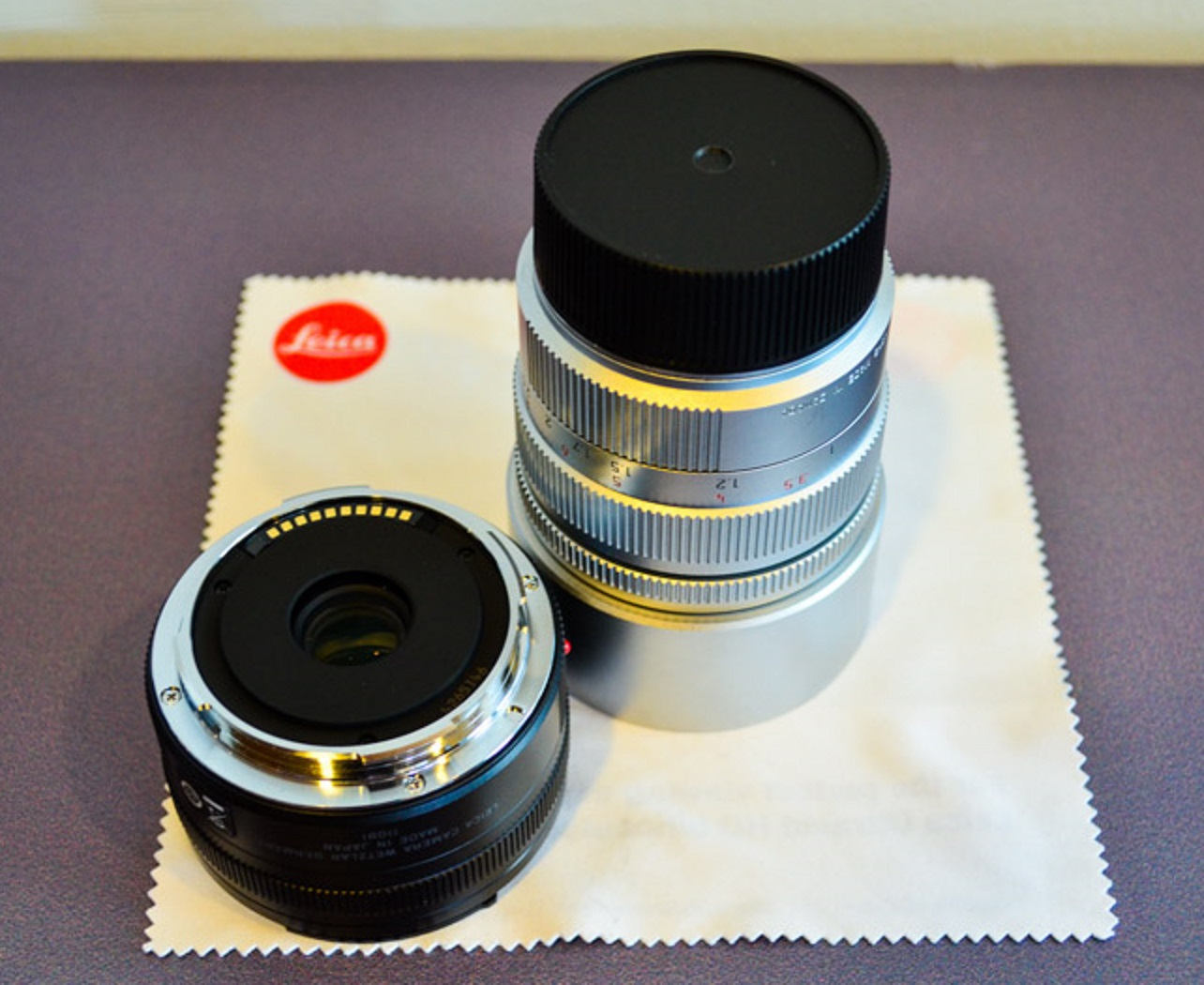
Les deux premiers objectifs de la gamme T.

La série Leica T regroupe, sous le nom d'une monture créée en 2014 par la marque allemande Leica, une gamme d'appareils photographiques hybrides et d'objectifs. Depuis, cette monture T a été rebaptisée L, sans doute pour éviter la confusion avec la monture T à vis.

## Présentation
Cette nouvelle monture est présentée le 24 avril 2014 sur le site de Leica. La dénomination « T » vient du nom de code « Typhoon ». Un adaptateur permet l'utilisation des objectifs de la gamme M, cette compatibilité est permise par le faible tirage mécanique.
L'introduction de ce nouveau système marque une volonté de Leica de se rapprocher du grand public, d'adopter une image plus moderne et de rendre plus accessibles ses optiques M,,.

## Appareils

### T (type 701)
C'est le premier appareil de la série, présenté en même temps que la monture, il est équipé d'un capteur Sony au format APS-C de 16,2 mégapixels qui équipe entre autres les Leica X2 et Sony NEX-6, sa plage de sensibilité s'étend de 100 à 12 500 ISO. Le boîtier est construit en aluminium brossé et son design (signé Audi) évoque les Sony NEX-3 et NEX-7 au niveau de la forme générale et de la disposition des molettes de réglage. L’appareil est équipé du Wi-Fi, une application baptisée « Leica T » est notamment disponible pour iOS et permet de contrôler le 701 à distance.
Le type 701 est muni d'un écran tactile de 13 cm de diagonale et d'une définition de 1 229 760 points, permettant une interface dépouillée avec très peu de boutons. L'interface graphique des menus est sous forme de tuiles. Le boîtier est muni d'un flash intégré qui se déploie à la verticale, mais il est dépourvu de viseur électronique qui reste disponible en option. Il est capable de filmer en 1080p à 30 i/s et de photographier en rafale à 5 i/s sur 12 vues,,.
Il est lancé au prix de 1 600 €, ce qui reste bas par rapport au prix moyen des autres appareils de la marque. Le boîtier est disponible en plusieurs coloris : argent, blanc, noir, jaune et orange.
Leica a reçu pour ce boîtier le prix TIPA (Technical Image Press Association) du « meilleur design » en 2015.

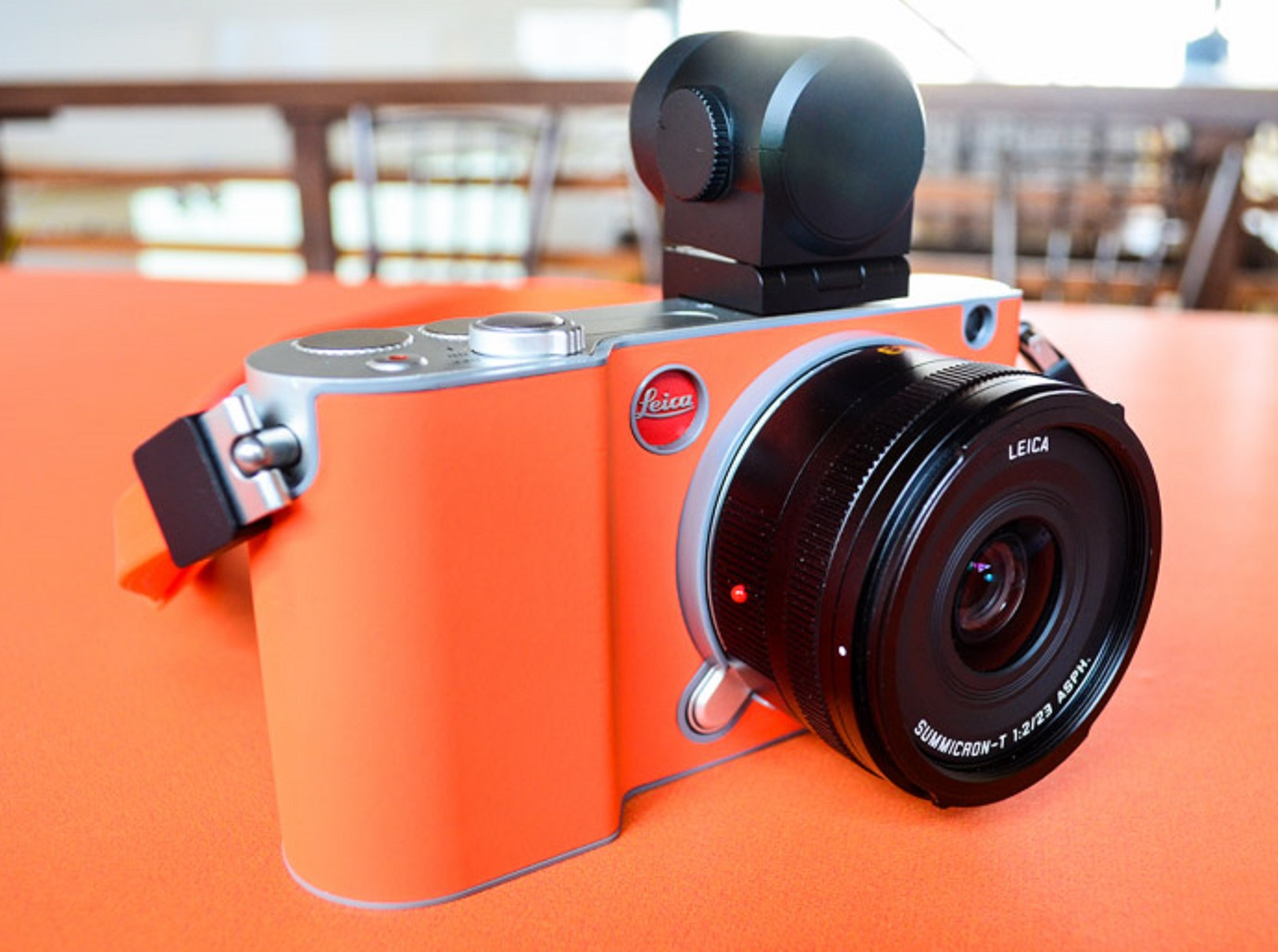
Le type 701.
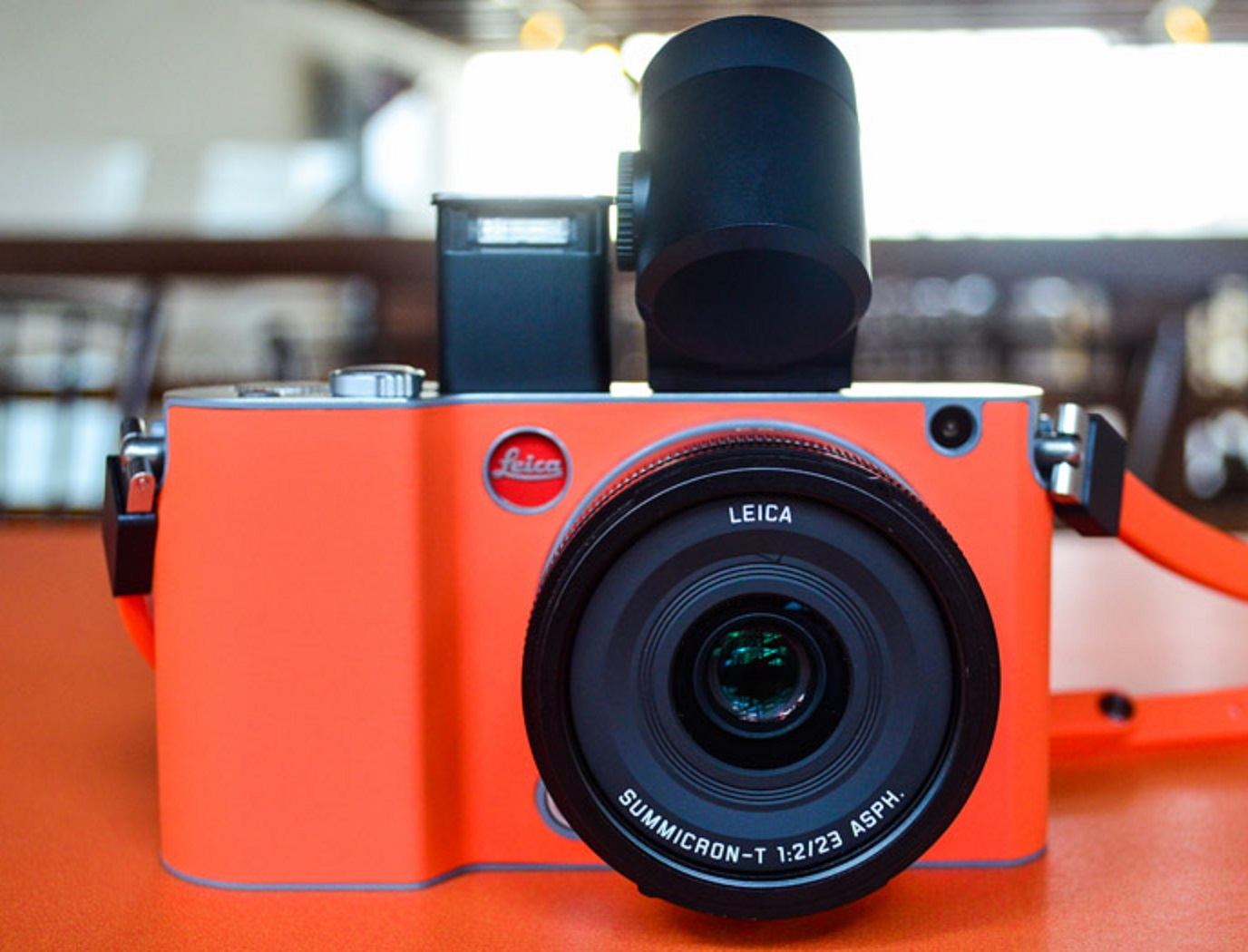
Vue frontale avec le flash intégré déployé.
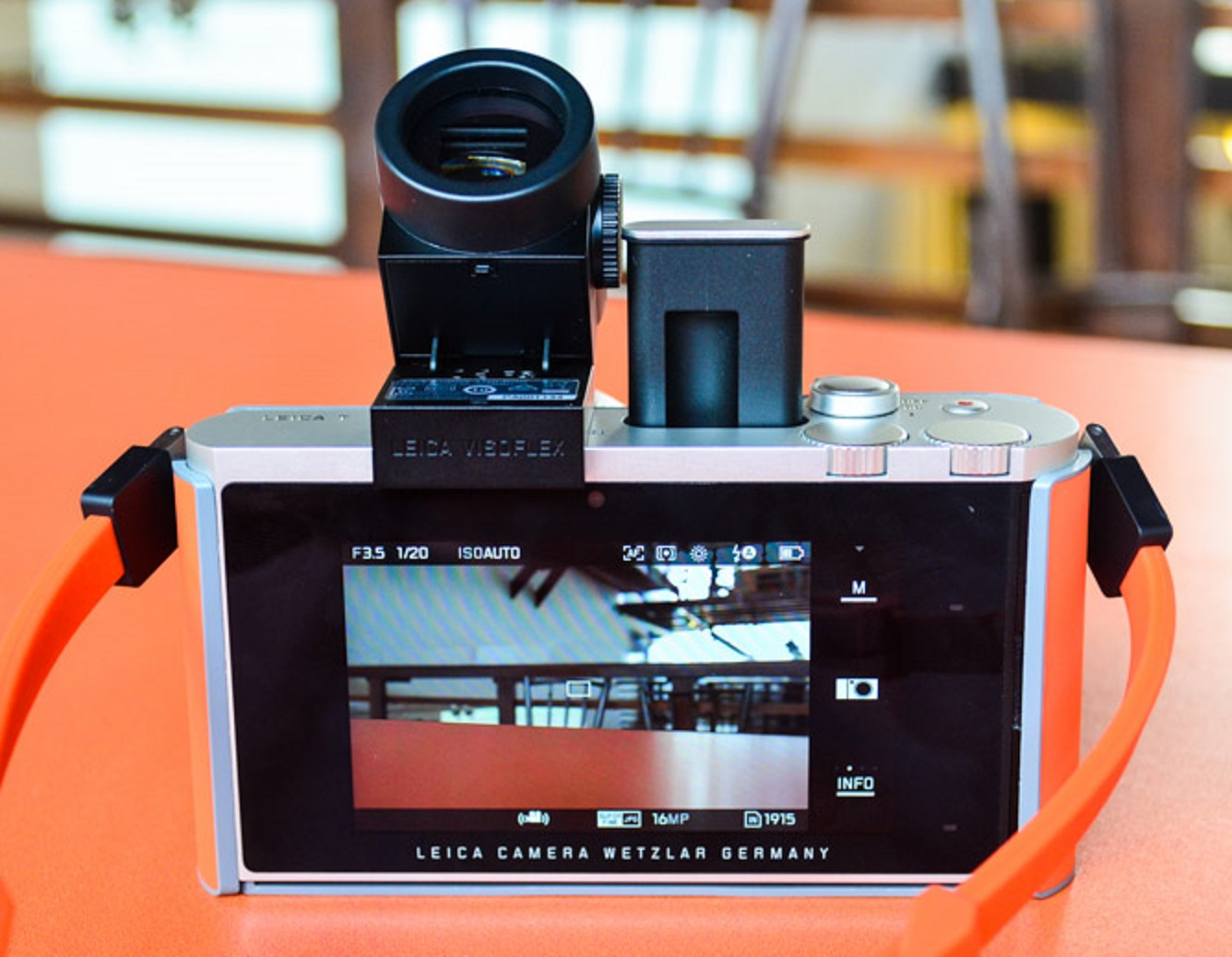
Le grand écran tactile.

### SL (type 601)
Commercialisé en novembre 2015, le Leica SL est un hybride 24 x 36 de 24,3 millions de pixels qui se place en concurrent du Sony Alpha 7 II. Il utilise des objectifs de monture L qui est identique à la "monture T" mais compatible avec le format 24x36.

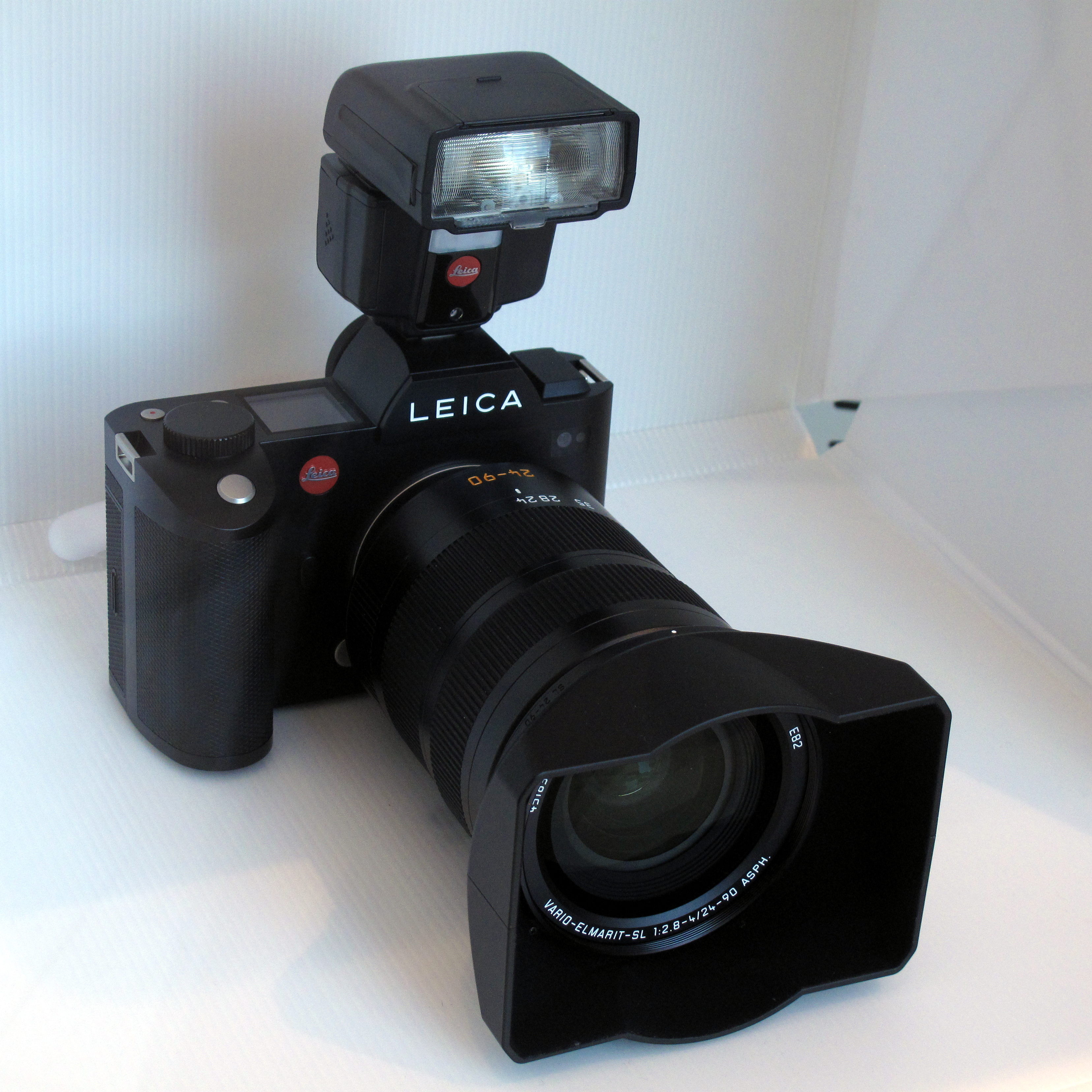
Le type 601.

### TL
Annoncé en novembre 2016, le Leica TL est le successeur du T. Il apporte un meilleur autofocus et une mémoire interne doublée.

### TL2
Annoncé en juillet 2017, le Leica TL2 est le successeur du TL. Il apporte un capteur de 24,3 millions de pixels (contre 16 précédemment) et un nouveau processeur offrant plus de capacités en vidéo et photo.

## Objectifs
| Objectif                | Équivalent 24x36 | Commercialisation (arrêt) [en cours] |
| ----------------------- | ---------------- | ------------------------------------ |
| 24-90 mm f/2,8-4 (L)    | _                | 11-2015                              |
| 11-23 mm f/3,5-4,5      | 16-35 mm         | 2014                                 |
| 55-135 mm f/3,5-4,5     | 80-203 mm        | 2014                                 |
| 18-56 mm f/3,5-5,6      | 27-84 mm         | 04-2014                              |
| 23 mm f/2               | 35 mm            | 04-2014                              |
| Adaptateur de monture M | _                | 04-2014                              |